# Mike Wallace (giornalista)
Mike Wallace, all'anagrafe Myron Leon Wallace (Brookline, 9 maggio 1918 – New Canaan, 7 aprile 2012), è stato un giornalista statunitense.
È conosciuto per essere stato il corrispondente televisivo del programma della CBS 60 Minutes. Durante i 37 anni di carriera a 60 Minutes, ha intervistato molti importanti personaggi della scena politica mondiale, tra cui Maria Callas, Vladimir Horowitz, Johnny Carson, Deng Xiaoping, Mohammad Reza Pahlavi, Ruhollah Khomeyni, Kurt Waldheim, Jeffrey Wigand, Yasser Arafat, Ayn Rand, Menachem Begin, Anwar Sadat, Manuel Noriega, Mahmud Ahmadinejad e Salvador Dalí.

## Biografia

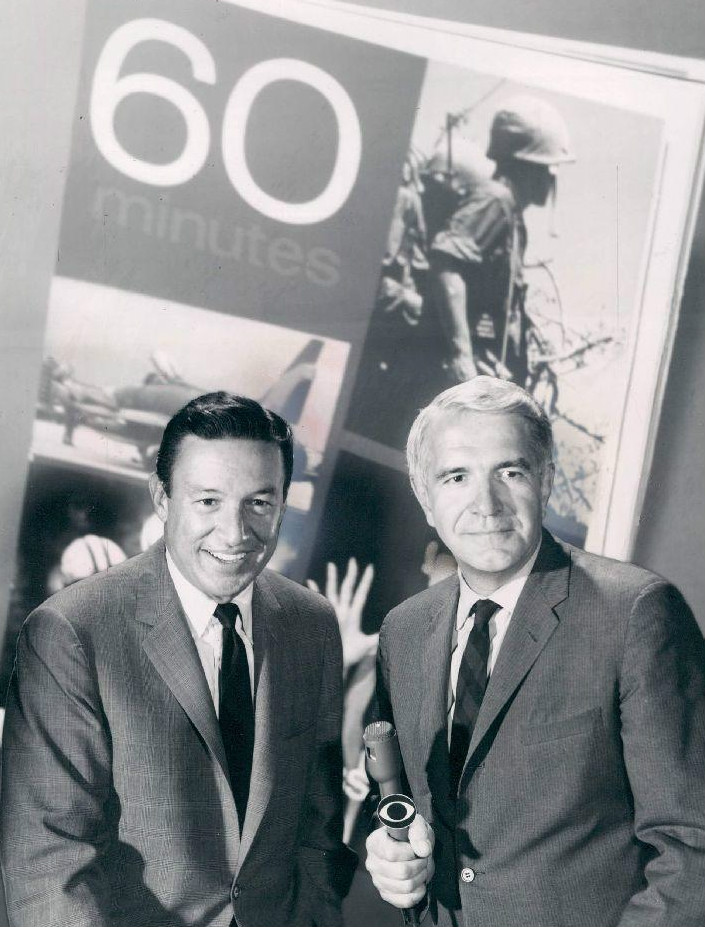
Wallace e Harry Reasoner in 60 Minutes, 1968

Wallace intervista il Presidente degli Stati Uniti Ronald Reagan nel 1989

Wallace, il cui cognome era originariamente Wallik, nacque a Brookline, Massachusetts, da genitori russo-ebrei. Figlio di immigrati, suo padre iniziò entrando nel business della vendita all'ingrosso di prodotti per drogherie, successivamente divenne un agente assicurativo. Il giovane Myron si diplomò nel 1935 alla Brookline High School manifestando i primi interessi verso lo sport e la musica, ma fu il college che lo aiutò a trovare la vocazione, quando per la prima volta entrò nella stazione radio del campus dell'università del Michigan, nella città di Ann Arbor. Successivamente si laureò all'Università del Michigan nel 1939. Durante la Seconda guerra mondiale, prestò servizio all'ufficio comunicazioni della Marina Americana. Dopo la guerra tornò a Chicago e diventò reporter per la stazione radio WMAQ.
All'inizio della sua carriera, Wallace presentò gli show radiofonici Ned Jordan, Secret Agent e The Green Hornet. A volte si è menzionato che Wallace presentasse The Lone Ranger, ma lo ha sempre negato.
Negli anni '50, Wallace presentò diversi show a premi, quali The Big Surprise, Who's the Boss? e Who Pays?. In quel periodo era normale per i giornalisti condurre programmi di quel genere; Douglas Edwards, John Daly, John Cameron Swayze e Walter Cronkite fecero lo stesso. Wallace presentò anche l'episodio pilota di Nothing But the Truth, assieme a Bud Collyer quando fu sottotitolato, To Tell the Truth. A volte Wallace partecipò ai dibattiti di To Tell the Truth. Fece anche da testimonial per la pubblicità.
In questo periodo, Wallace condusse due talk-show in tarda serata, Night Beat (trasmesso solo a New York su WABD) e The Mike Wallace Interview su ABC. Le sue interviste erano caratterizzate da domande anche scomode (cosa inusuale per quei tempi), venne così soprannominato Mike Malice (Mike il Maligno). Nei primi anni '60, la maggior fonte di reddito arrivò dagli spot per le sigarette Parliament. Fu dopo la morte del figlio maggiore che Wallace tornò ad occuparsi di giornalismo. Gli fu offerta la possibilità di presentare una delle prime versioni di The CBS Morning News, che condusse dal 1963 al 1966. Il 14 marzo 2006 Wallace annunciò il suo ritiro dal programma 60 Minutes dopo 37 anni. Continuerà a lavorare per la CBS News come Emerito Corrispondente .

## Depressione
Wallace soffrì molto di depressione, scatenata dalle accuse di calunnia e dai processi che ne seguirono. Per questo è stato sottoposto a cure psichiatriche per porre rimedio alle sue condizioni di salute. Wallace disse riguardo alla sua battaglia contro la depressione:
(Da: CBS Cares interview below)
Il 21 maggio 2006, in un episodio di 60 Minutes rivelò di aver tentato il suicidio con un'overdose di pillole. Negli ultimi anni, Wallace fece pubblica la sua lunga lotta contro la depressione, testimoniò anche al Senato nelle udienze che riguardavano questo problema. Fu intervistato sulla malattia nel programma Larry King Live e su vari documentari. Parlando del problema, egli cercava di spronare le persone affette da depressione per esortarle nel cercare di curarsi.

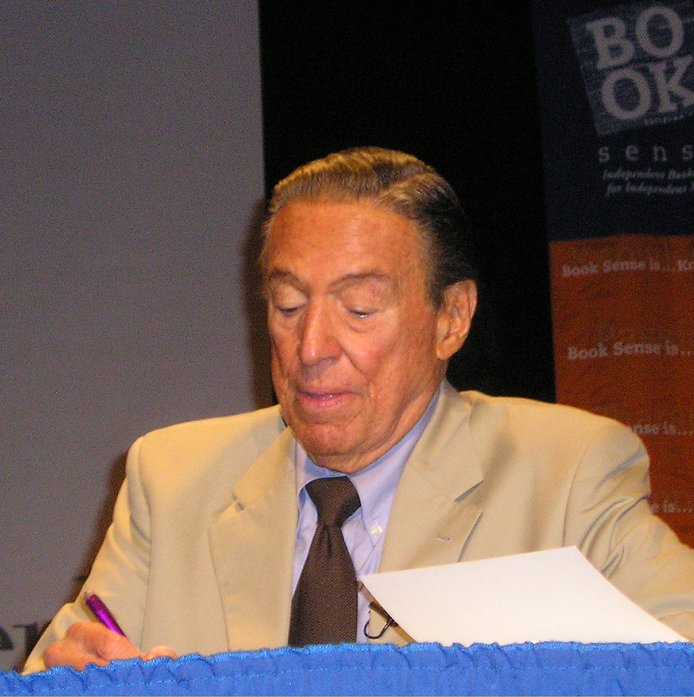
Wallace nel 2007

## Critica
In uno speciale della CBS, Mike Wallace intervistò il Gen. William Westmoreland. Il titolo era The Uncounted Enemy: A Vietnam Deception (ovvero Il nemico non considerato: la bugia vietnamita) . A causa di questo programma Westmoreland citò in giudizio Wallace e la CBS per calunnia. Nel febbraio 1985, mentre il caso era ancora aperto, la CBS lo chiuse nei confronti di Westmoreland (dopo delle indagini interne). Il network arrivò alla conclusione che i produttori non utilizzarono un adeguato standard di imparzialità.
Wallace, inoltre, è stato criticato per il modo di condurre le interviste, giudicate piene di circostanze ingannevoli e imboscate atte a mettere a disagio le sue prede. L'ex leader del Panama Manuel Noriega, prima che fosse incarcerato, definì Wallace "la personificazione del boicottaggio giornalistico."
Wallace è stato interpretato dall'attore Christopher Plummer nel film del 1999 The Insider. La sceneggiatura era basata su un articolo di Vanity Fair, The Man Who Knew Too Much di Marie Brenner, che accusava Wallace di venire a patti con le corporazioni del tabacco che premevano per sopprimere la storia di Jeffrey Wigand, un ex dipendente della Brown & Williamson che cercò di rendere pubblici i metodi non proprio ortodossi delle multinazionali. Wallace, dal canto suo, prese le distanze da questo ritratto su celluloide, ma fu entusiasta di promuovere la storia di Wigand senza alcuna censura.
Il 13 agosto 2006, Wallace intervistò il presidente iraniano Mahmud Ahmadinejad su 60 Minutes. Le e-mail e i commenti lasciati sul sito di 60 Minutes furono estremamente negative. L'intera intervista fu criticata per essere condiscendente, pregiudizievole e non professionale. Altri, invece, diedero il loro appoggio a Wallace. Sostennero che impedì al presidente iraniano di usare l'intervista come mezzo di propaganda politica. 

### Morte
Wallace è morto nella sua residenza a New Canaan, Connecticut, per cause naturali il 7 aprile 2012. Il 15 aprile 2012 è andato in onda un episodio completo di 60 Minutes dedicato al ricordo della vita di Wallace.

## Vita privata
Si è sposato quattro volte. Wallace ha avuto due figli con la prima moglie, Norma Kaphan. Anche il figlio minore di Wallace, Chris, è un giornalista. Suo figlio maggiore, Peter, morì all'età di 19 anni in un incidente di alpinismo in Grecia nel 1962.
Dal 1949 al 1954 Wallace è stato sposato con Patrizia "Buff" Cobb, attrice e figliastra di Gladys Swarthout. La coppia ha ospitato il Mike and Buff Show sulla televisione della CBS all'inizio degli anni '50. Hanno anche ospitato All Around Town nel 1951 e nel 1952.
È stato sposato con la sua terza moglie, Lorraine Perigord, dal 1955 fino al loro divorzio nel 1986.
Lo stesso anno del divorzio dalla sua terza moglie (1986), sposò la sua quarta e ultima moglie, Mary Yates, la vedova di uno dei suoi migliori amici e produttore televisivo, Ted Yates, che morì nel 1967 mentre era in missione per NBC News durante la Guerra dei sei giorni.
Wallace ha ricevuto un pacemaker più di 20 anni prima della sua morte e ha subito un intervento chirurgico di triplo bypass nel gennaio 2008. Ha vissuto in una struttura di cura negli ultimi anni della sua vita. Nel 2011, il conduttore della CNN Larry King gli fece visita e riferì che era di buon umore, ma che le sue condizioni fisiche stavano notevolmente peggiorando.
Wallace si considerava un moderato politico. È stato amico di Nancy Reagan e della sua famiglia per oltre 75 anni. Nixon voleva che Wallace fosse il suo addetto stampa. Fox News ha detto: "Non si adattava allo stereotipo del giornalista liberale orientale". Intervistato da suo figlio su Fox News Sunday, gli è stato chiesto se capiva perché le persone provano disaffezione verso i media mainstream. "Pensano di essere comunisti con gli occhi spalancati; liberali", ha risposto Mike, un'idea che ha liquidato come "dannata stupidità".

## Premi
Nel 1989, Wallace è stato insignito della laurea honoris causa in giurisprudenza dall'Università della Pennsylvania. Gli onori professionali di Wallace includevano 21 Emmy Awards, tra questi uno poche settimane prima degli attacchi dell'11 settembre per un'indagine sul programma del vaiolo dell'ex Unione Sovietica e le preoccupazioni sul terrorismo. Ha anche vinto tre Alfred I. duPont-Columbia University Awards, tre George Foster Peabody Awards, un Robert E. Sherwood Award, un Distinguished Achievement Award dalla University of Southern California School of Journalism, il Golden Plate Award dell'American Academy of Achievement, e un Robert F. Kennedy Journalism Award nella categoria delle trasmissioni internazionali. Nel settembre 2003, Wallace ha ricevuto un Emmy alla carriera, il suo 20º. Più recentemente, il 13 ottobre 2007, Wallace ha ricevuto il Premio dell'Università dell'Illinois alla carriera in giornalismo.
- 1991: Premio Paul White, Radio Television Digital News Association
- 1999: Premio Gerald Loeb per Network e Large Market Television per un pezzo investigativo sull'industria farmaceutica internazionale